# Catalina y Sebastián
Catalina y Sebastián es una telenovela mexicana de TV Azteca, producida en 1999 por Antulio Jiménez Pons, escrita por Ranferi Negrete.
Protagonizada por Silvia Navarro y Sergio Basáñez, con las participaciones antagónicas de Alberto Mayagoitía, Claudia Islas y Regina Torné. Cuenta además con la actuación estelar de Sergio Klainer.
Esta fue la primera telenovela en la que trabajaron juntos Navarro y Basáñez (posteriormente, trabajaron también en las telenovelas La calle de las novias, Cuando seas mía y La heredera, todas de TV Azteca), fue de las parejas televisivas más populares en su momento, que incluso llegaron a aparecer juntos en comerciales de televisión.

## Argumento
Catalina Negrete es la hija mayor de una familia que aparenta tener una buena posición económica. Su madre Adela es una mujer ambiciosa e interesada, tanto que obliga a Catalina a casarse con Sebastián Mendoza, un joven apuesto y adinerado, pero ella sólo ama a su novio Eduardo. Sin embargo, Eduardo abandona a Catalina para casarse con Silvia, una mujer adinerada y 10 años mayor.
Catalina decide olvidarse de que existe el amor y acepta casarse con Sebastián por interés. Sin embargo, Catalina y su familia se llevan una gran sorpresa cuando descubren que el rancho donde vive Sebastián no es de su propiedad, sino que el joven sólo es el capataz, Sebastián les mintió sobre su posición económica para descubrir si ella realmente se casaba con él por interés y cuando descubre que sus sospechas son ciertas, se enfurece y le niega el divorcio a Catalina, a la que obliga a vivir con él en una choza para que sienta de verdad lo que es ser pobre.
Los jóvenes llegan a enamorarse de verdad con el trato diario. Finalmente Sebastián le confiesa la verdad a su mujer: en realidad sí es el dueño del rancho Mendoza y sólo se hizo pasar por capataz para saber si el amor de Catalina era sincero. Para esto, intercambió su papel con el verdadero capataz, Carmelo, quien cree ser hijo biológico de Guadalupe Mendoza, el padre de Sebastián. 
Carmelo no está dispuesto a abandonar la vida de lujos que cree que le corresponden, pero le devolverá a Sebastián su dinero si Catalina, de quien se enamoró, accede a casarse con él.

## Elenco
- Silvia Navarro ... Catalina Negrete Rivadeneira
- Sergio Basáñez ... Sebastián Mendoza
- Alberto Mayagoitía ... Carmelo Cruz Martínez
- Claudia Islas ... Adela Rivadeneira de Negrete
- Sergio Klainer ... Gustavo Negrete
- Regina Torné ... Antonieta Escandón
- Eduardo Shilinsky ... Ricardo Negrete Rivadeneira
- Geraldine Bazán ... Luisa Negrete Rivadeneira
- Alejandra Lazcano ... Martina Mendoza
- Fidel Garriga ... Guadalupe "Lupe" Mendoza
- María Rebeca ... Emilia Montesco
- Christian Cataldi ... Eduardo Guzmán Vargas
- Pilar Souza ... Josefa #1
- Evangelina Martínez ... Josefa #2
- Lili Blanco ... Alicia
- Kenia Gascón ... Silvia Muñoz Roca
- Ranferi Negrete ... Ramiro
- Ninel Conde ... Patricia
- Ramiro Orci ... Francisco "Panchito"
- Alma Martínez ... Rufina
- Aracelia Chavira ... Petra
- César Riveros ... Luis
- Hugo Esquinca ... Macario
- Lisset ... Jessica
- Mauricio Ferrari ... Jesús "Chucho"
- Antonio De Carlo ... Padre Jerónimo
- Patricia Conde ... "La Kikis"
- Katalina Krueger ... Marianela
- Jorge Luis Pila ... Antonio
- Dunia Saldívar ... Joaquina
- Enrique Becker ... Padre Demetrio

## Grabaciones
Las grabaciones de la telenovela iniciaron el 18 de enero de 1999, y finalizaron el 4 de junio de ese mismo año.

## Tema musical
Originalmente el tema musical de esta telenovela es "No a pedir perdón" de la cantante mexicana Ana Gabriel. Sin embargo, cuando fue transmitida en Estados Unidos, a través de Telemundo, se le adjudicó el tema "Bella" del cantante puertorriqueño Ricky Martin.

## Versiones
- En 2007, Venevisión realizó una adaptación titulada "Amor comprado". Producida por Yaky Ortega, y protagonizada por José Ángel Llamas y Elizabeth Gutiérrez.
- Para 2008, TV Azteca adaptó la historia bajo el nombre de "Contrato de amor". Producida por Emilia Lamothe y Pedro Luévano, y protagonizada por Leonardo García y Ximena Rubio.

## Premios
Premio Arlequín 1999 "Ranfery Negrete por su participación en (Catalina y Sebastian)".